# Land of Hope and Glory
Land of Hope and Glory (em português: Terra de Esperança e Glória) é um dos hinos nacionais não-oficiais da Inglaterra, produzido e composto por Edward Elgar em 1902.

## Letra
| Inglês | Português |
| --- | --- |
| Land of Hope and Glory Mother of the free How shall we extol thee Who are born of thee Wider still and wider Shall thy bounds be set God who made thee mighty, Make thee mightier yet! God who made thee mighty, Make thee mightier yet! | Terra de Esperança e Glória Mãe dos livres Como é que vamos te louvar Quem é nascido de ti Ainda mais vasto e mais amplo Teus limites devem ser definidos Deus que te fez poderosa, Faça-te mais poderosa ainda! Deus que te fez poderosa, Faça-te mais poderosa ainda! |

## Composição
A melodia original da música foi composta pelo Senhor Edward Elgar em suas Marchas de Pompa e Circunstância. Por sugestão do Rei Eduardo VII, Elgar adicionou a composição ao Ode a Coroação do Rei, junto de Arthur Christopher Benson, que escreveu a letra da poesia.
1. ↑  «Land of Hope and Glory, British Patriotic Songs». web.archive.org. 27 de outubro de 2021. Consultado em 8 de junho de 2023